# Banksia cuneata
Banksia cuneata là một loài thực vật có hoa đang nguy cấp thuộc họ Proteaceae. Nó là loài đặc hữu phía tây nam Tây Úc, thuộc về phân chi Isostylis của chi Banksia, một phân chi của ba loài Banksia có quan hệ họ hàng gần, với chùm hoa hoặc cụm hoa đầu dạng vòm chứ không phải là cụm hoa đặc trưng của chi Banksia. Nó là loài cây bụi hay cây gỗ nhỏ cao tới 5 m (16 ft), có tán lá đầy gai và hoa màu hồng hay màu kem.
Mặc dù B. cuneata lần đầu tiên được thu thập trước năm 1880, nhưng mãi đến năm 1981 thì nhà thực vật học Úc Alex George mới chính thức mô tả và đặt tên cho loài. Có hai nhóm quần thể khác biệt về mặt di truyền, nhưng không có biến thể (thứ) nào được công nhận. Loài Banksia này được phân loại là loài nguy cấp, sống sót trong một số mảnh rời rạc của những vùng đất cây bụi còn sót lại trong một khu vực có 93% diện tích đất đã được dọn ủi để dành cho nông nghiệp. Do Banksia cuneata bị lửa thiêu chết và lên mầm lại từ hạt, nên nó rất nhạy cảm với tần suất cháy cây bụi - các đám cháy định kỳ trong phạm vi bốn năm có thể quét sạch các quần thể thực vật chưa đủ trưởng thành để có hạt. Banksia cuneata hiếm khi được trồng, và tán lá gai của nó hạn chế tính hữu ích của nó trong ngành công nghiệp hoa cắt cành.

## Hình ảnh

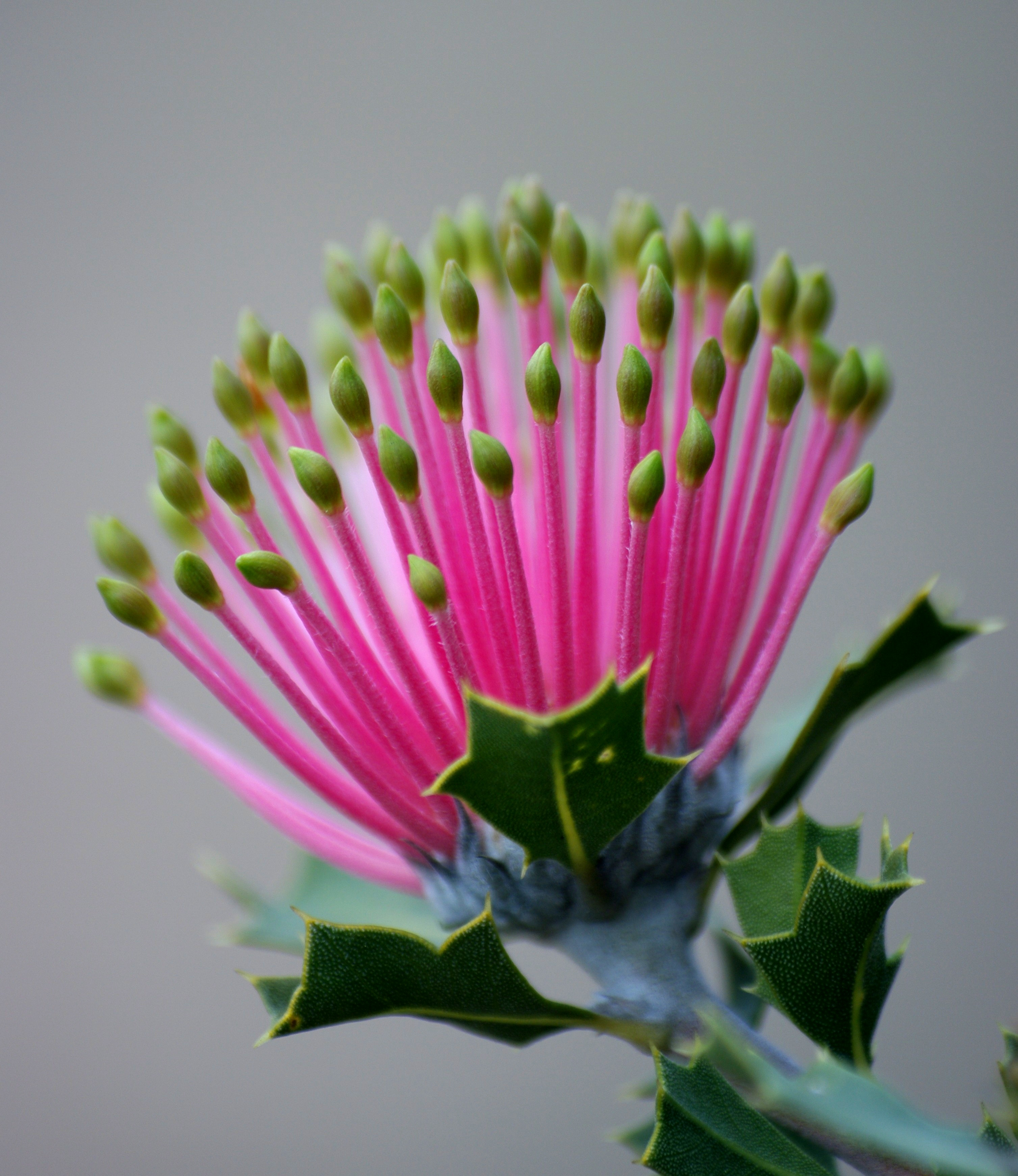
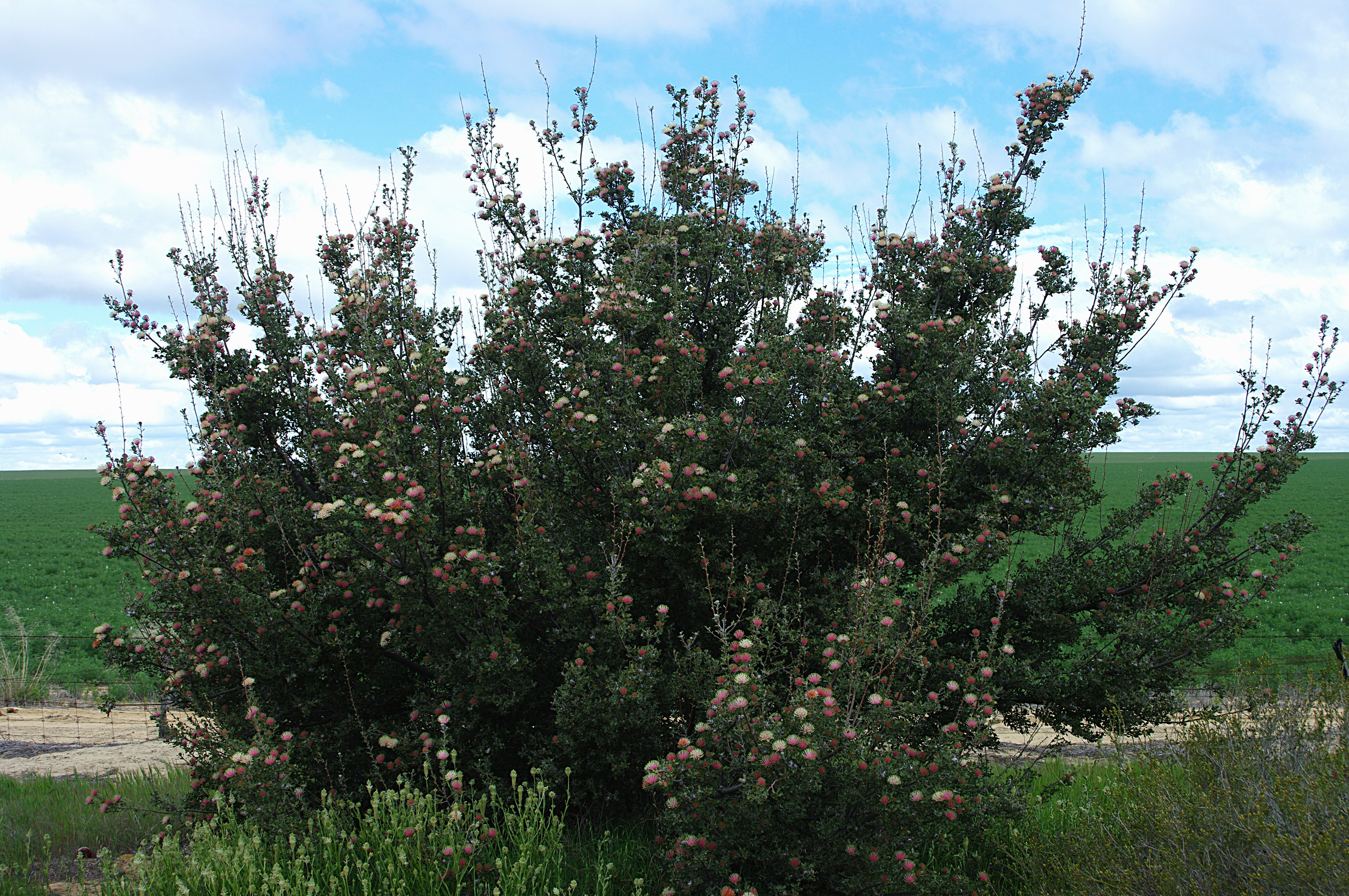
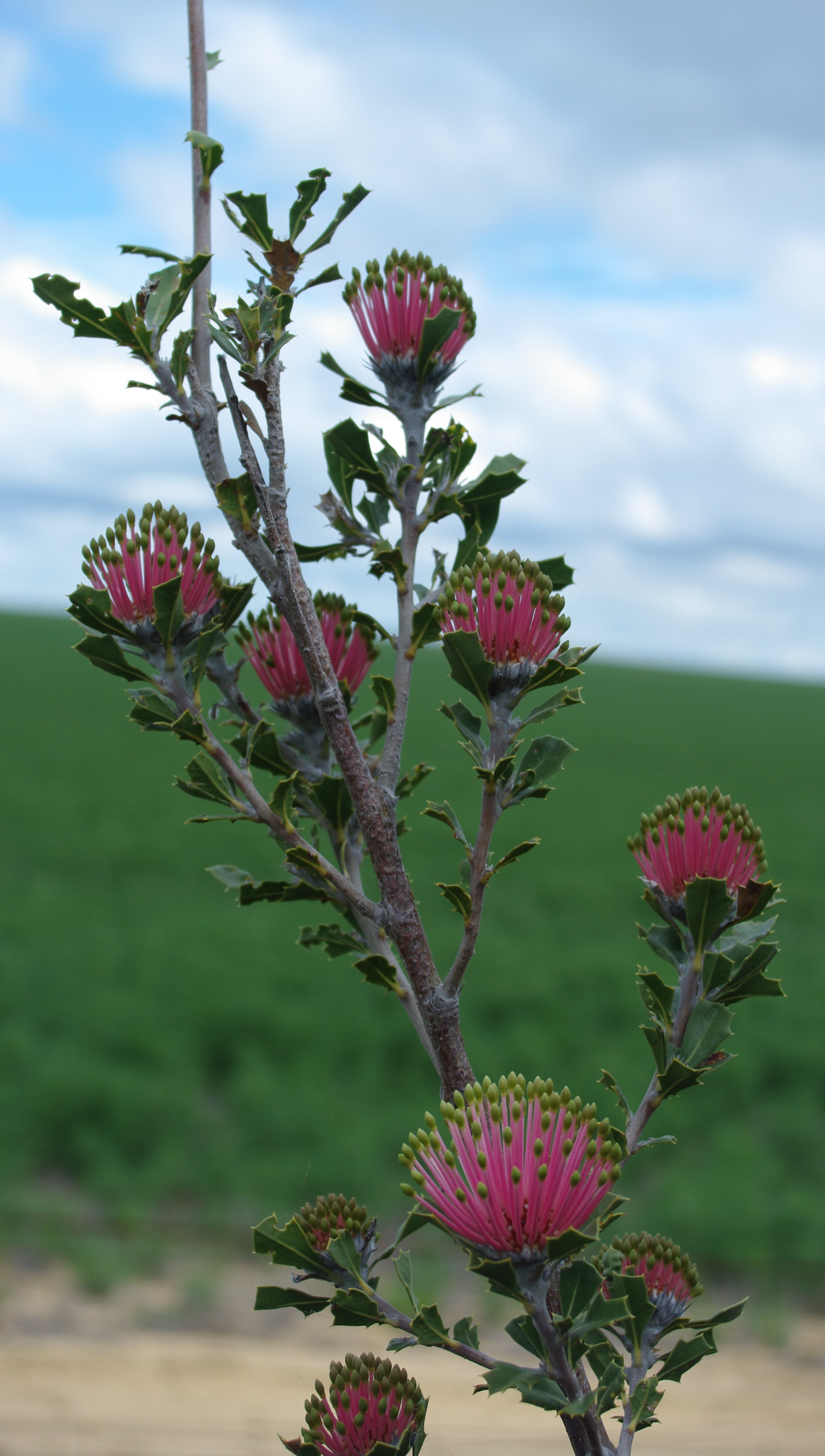
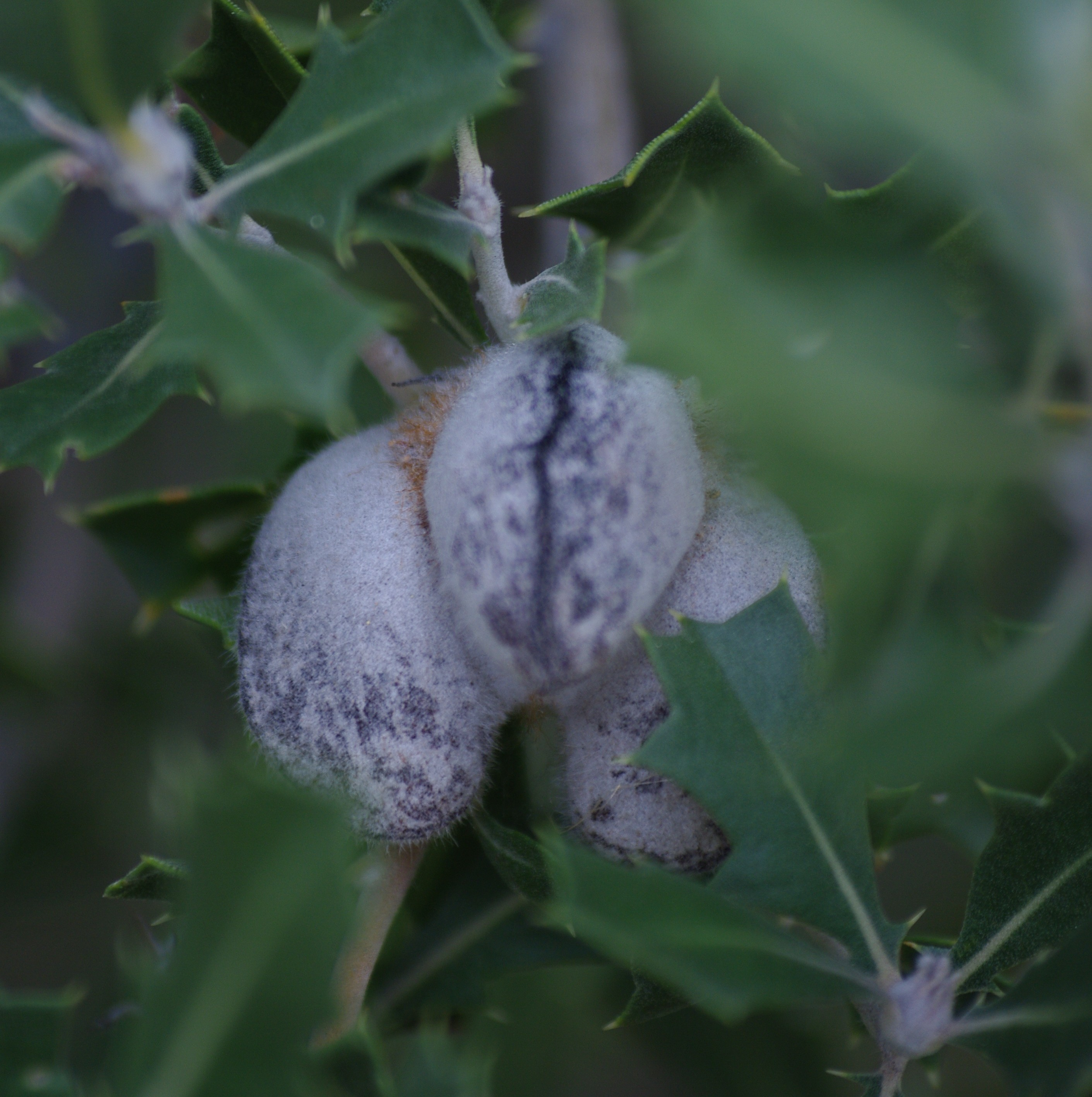